# Mathews Mor Theodosius
Mathews Mor Theodosius – duchowny Malankarskiego Syryjskiego Kościoła Ortodoksyjnego, będącego częścią Syryjskiego Kościoła Ortodoksyjnego, od 2006 biskup Kolam i od 2008 Kuwejtu (pełni obie funkcje jednocześnie)..